# Umbriel (hold)
Az Umbriel az Uránusz harmadik legnagyobb holdja, távolsági sorrendben pedig a tizenhatodik. Az Umbrielt William Lassell fedezte fel 1851 októberében és tőle származik a hold neve is. 
Az Umbriel felszínének nagy részét kráterek borítják. Az égitestről való jelenlegi tudásunk nagy része egyetlen űrszondától, a Voyager–2-től származik, mely 1986-ban repült el az Uránusz mellett, és az Umbriel felszínének körülbelül 40%-át feltérképezte. 

## Felfedezés és elnevezés
Az Umbrielt William Lassell fedezte fel 1851 október 24-én és egy karakterről nevezte el Alexander Pope A fürtrablás című művéből. Umbriel egy szellem volt a vígeposzban; neve a latin umbra (árnyék) szóból származik.

## Keringés
Az Umbriel kb. 266 000 km-re kering anyabolygójától. A bolygó egy kis excentricitású pályán kering az Uránusz körül. Keringési ideje 4,1 földi nap.
Mivel az Uránusz az oldalán kering a Nap körül, az Umbriel mellett a többi hold is különleges ciklusoknak van kitéve. A hold 42 évet tölt teljes sötétségben, hogy aztán 42 évet folyamatos világosságban töltsön.

## Fizikai tulajdonságai

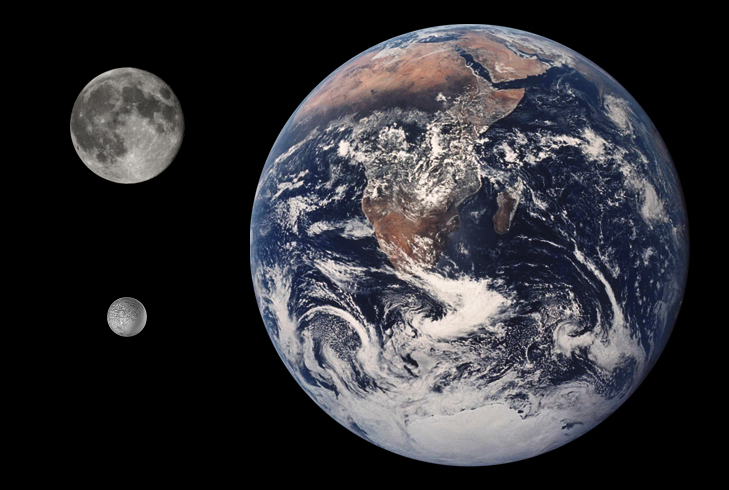
A Föld, a Hold és az Umbriel méretének összehasonlítása

Az Umbriel mind átmérőjét, mind tömegét tekintve az Uránusz harmadik legnagyobb holdja. A Naprendszer
tizenharmadik legnagyobb holdja. 
A hold felszíne a legsötétebb az Uránusz holdjai közül. 

## Kutatás
Az egyetlen közeli felvétel az Umbrielről a Voyager-2 űrszonda által készült 1986 januárjában. Az elrepülés idején az Umbriel déli féltekéje a Nap felé mutatott, így a hold északi, sötétségben lévő részét nem lehetett tanulmányozni.

## Fordítás
- Ez a szócikk részben vagy egészben  az   Umbriel című angol Wikipédia-szócikk ezen változatának fordításán alapul.  Az eredeti cikk szerkesztőit annak laptörténete sorolja fel. Ez a jelzés csupán a megfogalmazás eredetét és a szerzői jogokat jelzi, nem szolgál a cikkben szereplő információk forrásmegjelöléseként.

## Külső hivatkozások
- Umbriel page (including a labelled map of Umbriel) at Views of the Solar System
- Umbriel Nomenclature from the USGS Planetary Nomenclature web site